# Kiko Argüello
Kiko Argüello, all'anagrafe Francisco José Gómez Argüello Wirtz (León, 9 gennaio 1939), è un pittore e catechista spagnolo, iniziatore assieme a Carmen Hernández, e responsabile assieme a don Mario Pezzi e a María Ascensión Romero, del Cammino Neocatecumenale, itinerario di formazione cattolica e di evangelizzazione nato nel 1964 fra i baraccati di Palomeras Altas a Madrid.

## Biografia

### Crisi e conversione
Studia Belle Arti all'Accademia di San Fernando di Madrid, conseguendo il titolo di professore di pittura e disegno. Nel 1959, ventenne, partecipa al Primo concorso d'arte giovanile organizzato dalla Delegación Nacional de Juventudes del Movimiento Nacional, vincendo un premio straordinario per la pittura nella categoria 14-21 anni. In seguito ad una profonda crisi esistenziale avviene in lui una seria conversione che lo porta a dedicare la sua vita a Gesù Cristo e alla Chiesa, specialmente come professore di Cursillos de Cristiandad, dando "Corsi" a Madrid, Ceuta, Cáceres ed in altre regioni della Spagna.
Nel 1960, con lo scultore José Luis Alonso Coomonte ed il vetratista Muñoz de Pablos, forma un gruppo di ricerca e sviluppo dell'Arte sacra "Gremio 62". Una borsa di studio per cercare punti di contatto tra l'arte protestante e quella cattolica, in vista del Concilio Vaticano II, gli permette di visitare l'Europa, entrando in contatto con il rinnovamento liturgico. Convinto che Cristo è presente nella sofferenza degli ultimi della terra e seguendo le orme di Charles de Foucauld, di cui conobbe i piccoli fratelli, nel 1964 va a vivere tra i più poveri, in una baracca di Palomeras Altas, alla periferia di Madrid. Più tardi, conosce Carmen Hernández, laureata in chimica e licenziata in teologia. Grazie al liturgista p. Pere Farnés Scherer entra in contatto con il rinnovamento liturgico del Concilio Vaticano II e con la centralità del mistero pasquale.

## Le origini del Cammino
Spinti dall'ambiente dei poveri, Kiko e Carmen furono incoraggiati a trovare una forma di predicazione, una sintesi kerigmatico-catechetica, che diede luogo alla formazione di una piccola comunità cristiana. Nasce così la prima comunità tra i poveri formata da gitani analfabeti, vagabondi, piccoli delinquenti, ex-carcerati, prostitute, ecc. che dà corpo a quella ispirazione iniziale che Kiko ebbe nei primi anni sessanta: una visione della Madonna che gli aveva detto di fare "comunità cristiane che vivano in umiltà, semplicità e lode come la Sacra Famiglia di Nazareth e dove l'altro è Cristo". Questa comunità delle baracche, nella quale diviene visibile l'amore di Cristo crocifisso, si trasforma in un "seme" che, grazie all'allora arcivescovo di Madrid, mons. Casimiro Morcillo, si diffonde nelle parrocchie prima di Madrid e poi di Roma e di altre nazioni. In Italia l'invito proviene da don Dino Torreggiani, fondatore dei Servi della Chiesa e nel 1968 inizia nella parrocchia dei Martiri Canadesi a Roma. Dopo la nascita delle prime comunità in Spagna e in Italia, si formano le equipes itineranti e le famiglie in missione, che partono per offrire la pastorale di Nuova Evangelizzazione del Cammino Neocatecumenale alle diocesi di tutto il mondo.

## Kiko e il Cammino oggi

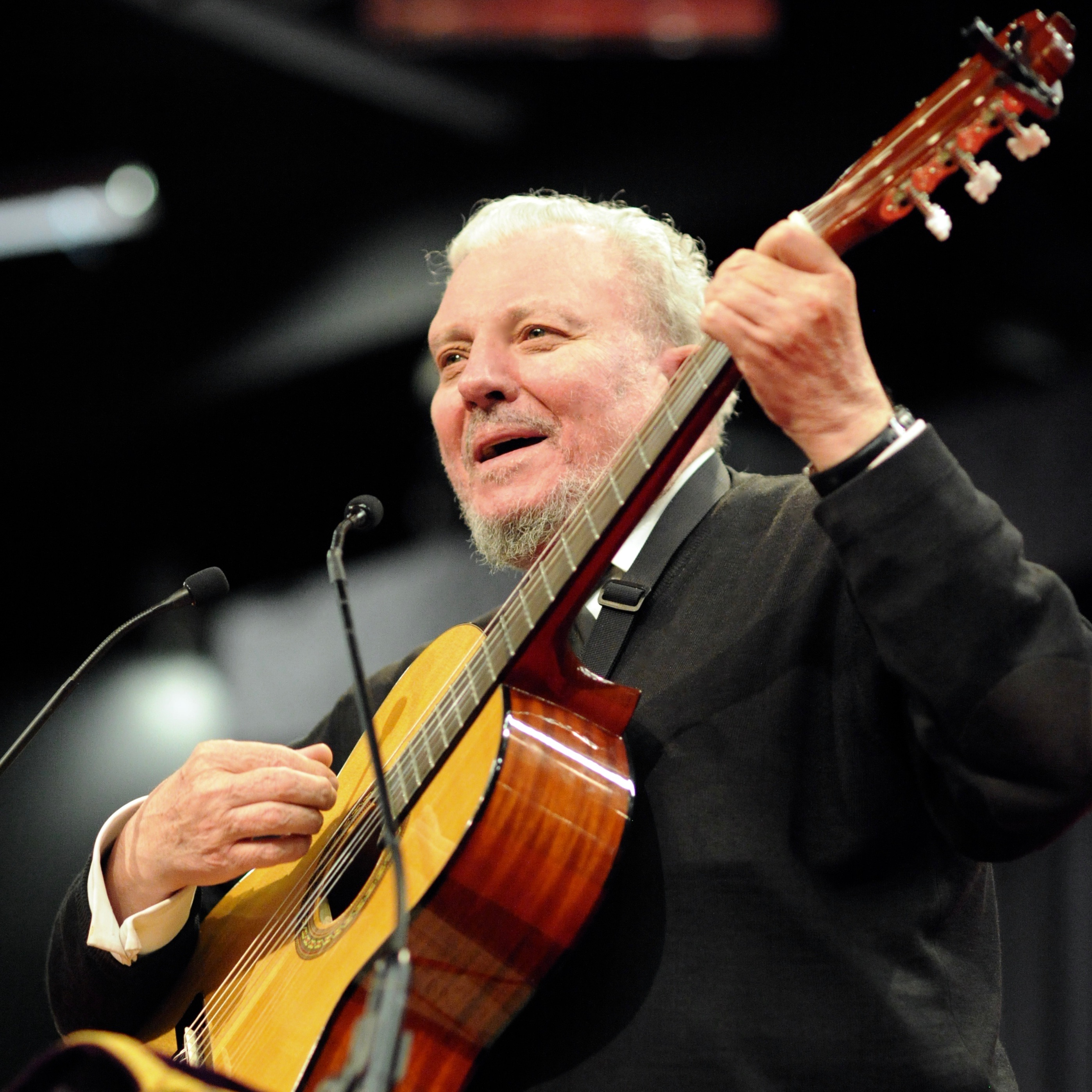
Kiko nel marzo 2017 a Montreal, Canada

Poco a poco, in contatto con parrocchie di ambienti culturali diversi, si va profilando un cammino di iniziazione cristiana per adulti che riscopre e recupera le ricchezze del battesimo, basato sui tre fondamenti della Parola di Dio, della Liturgia e della comunità, e che solo negli anni settanta, su proposta della Santa Sede prenderà il nome di Cammino neocatecumenale. Dopo trent'anni di evangelizzazione in più di cento nazioni in tutti i continenti, il Cammino neocatecumenale è riconosciuto nel 1990 da papa Giovanni Paolo II come un "itinerario di formazione cattolica valido per la società e per i tempi odierni". L'iter di certificazione dell'ortodossia del carisma neocatecumenale si è protratto per diversi anni ed è giunto ultimamente a conclusione. Gli Statuti del Cammino Neocatecumenale vengono infatti approvati dalla Santa Sede ad experimentum nel giugno 2002 e, in via definitiva, nel maggio 2008. L'impianto catechetico e la struttura dell'itinerario neocatecumenale sono anch'esse definitivamente approvate nel dicembre 2010. Il 10 gennaio 2009 Benedetto XVI ha presieduto una solenne celebrazione eucaristica nella Basilica di San Pietro in occasione dei 40 anni dalla nascita del Cammino.
Attualmente il Cammino è presente in 124 nazioni dei 5 continenti, in 1.479 diocesi di 6.272 parrocchie con 20.432 comunità. Gli aderenti al Cammino Neocatecumenale sarebbero circa 900.000 in tutto il mondo, di cui circa 250.000 in Italia. Kiko Argüello, María Ascensión Romero (dalla morte di Carmen Hernàndez avvenuta il 19 luglio 2016) e Mario Pezzi sono gli attuali responsabili a livello mondiale del Cammino neocatecumenale.
Su espresso invito di papa Giovanni Paolo II, Kiko Argüello ha partecipato come uditore ai sinodi sulla Penitenza, sui laici, al sinodo straordinario sull'Europa, al sinodo sull'eucaristia e, su invito di Benedetto XVI, al sinodo sulla Parola di Dio. Nel 1992 papa Giovanni Paolo II lo ha nominato consultore del Pontificio Consiglio per i Laici, nomina riconfermata da papa Benedetto XVI. Il 19 maggio 2012 lo stesso Benedetto XVI lo nomina consultore del nuovo Pontificio Consiglio per la Promozione della Nuova Evangelizzazione. È stato invitato a fare interventi in vari centri universitari come a Barcellona (Universitat Abat Oliva - CEU), Madrid (San Pablo - CEU), Santiago del Cile (Universidad Santo Tómas), Roma (La Sapienza e Istituto Giovanni Paolo II - PUL), Lublino (Università Cattolica GIovanni Paolo II). Si è fatto promotore, inoltre, del Family Day svoltosi in piazza San Giovanni in Laterano il 12 maggio 2007 e della festa della Santa Famiglia di Nazareth del 30 dicembre 2009 a Madrid che ha visto riunite circa 2 milioni di persone, evento che da allora assumerà cadenza annuale.

## Architettura, dipinti e liturgie

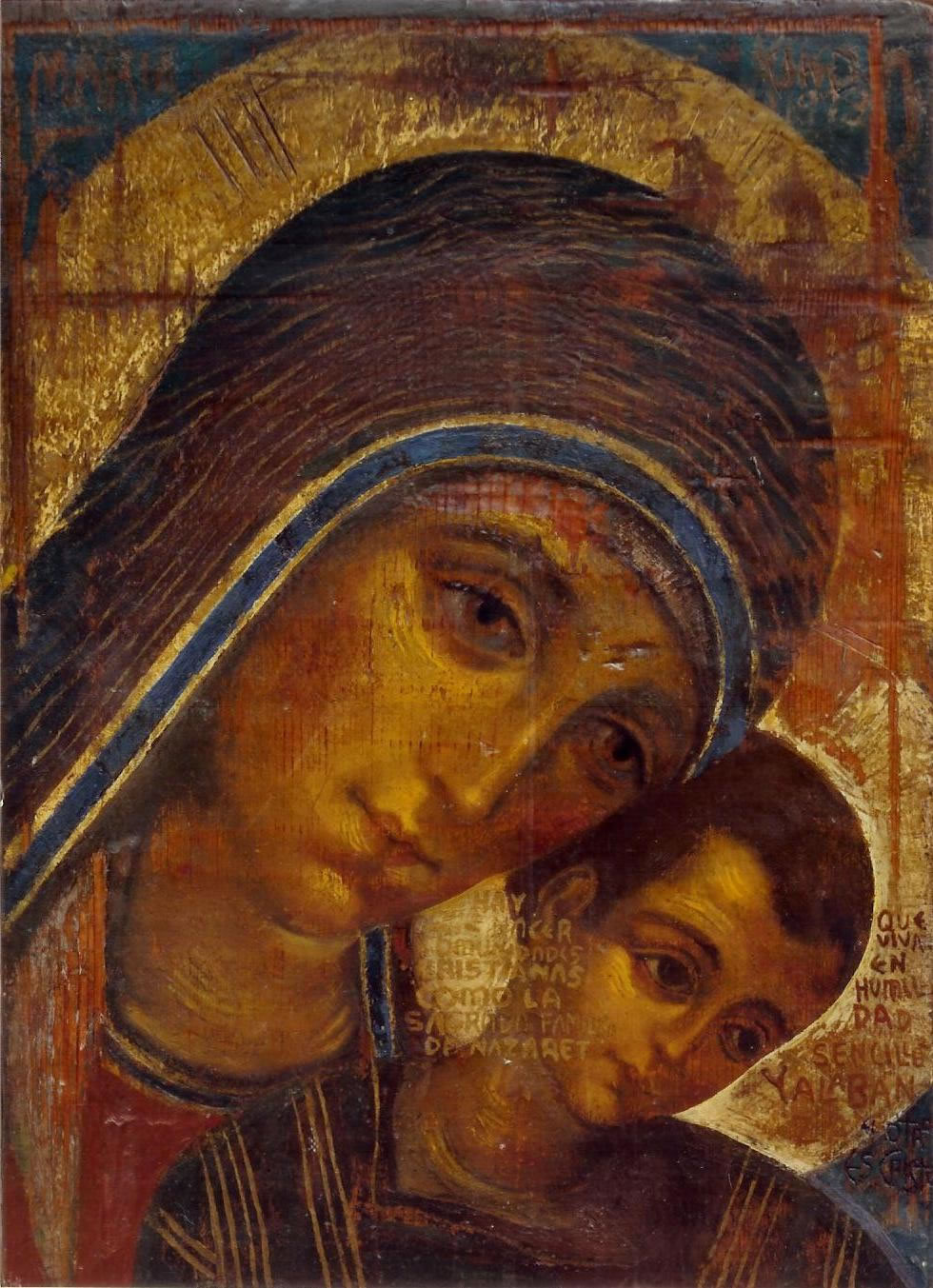
Icona della Vergine Maria dipinta da Kiko

Kiko Argüello ha ripreso l'attività pittorica, dopo averla abbandonata, per porla al servizio dell'evangelizzazione, ed essa ha avuto un profondo cambiamento di stile e di argomento. Attualmente la sua opera è essenzialmente di arte sacra e spesso si richiama a modelli protocristiani o bizantini  integrati con elementi dell'arte contemporanea occidentale. Alcune delle opere iconografiche di Kiko Argüello sono presso la cattedrale dell'Almudena a Madrid (Spagna), la parrocchia dei Santi Martiri Canadesi a Roma, la parrocchia di San Bartolomeo in Tuto, presso Scandicci (FI), la parrocchia di Santa Francesca Cabrini a Roma, la parrocchia di San Luigi Gonzaga a Roma, la parrocchia di S. Giovanni Battista a Perugia, la parrocchia della SS. Trinità a Piacenza, la parrocchia di S. Giovanni Evangelista a Mestre la parrocchia di San Massimiliano Kolbe a Roma (settore est), consacrata il 26 aprile 2009, la parrocchia della Beata Vergine della Salute a Cagliari e presso la parrocchia della Madonna della Fraternità a Verona. Un affresco rappresentante il giudizio universale è stato inoltre dipinto da Kiko Arguello nella Domus Galilaeae, centro internazionale progettato proprio da Kiko Arguello sul Monte delle Beatitudini, in Terra santa.
La nuova estetica, in cui le sue opere si inseriscono, si realizza nell'attenzione per la bellezza estetica degli ambienti liturgici e comunitari (chiese, sale parrocchiali, seminari, ecc.), curati nei minimi dettagli, che sono, secondo la visione di Kiko, come un servizio d'amore per i lontani, gli ultimi, i più poveri. Si trova un riscontro nelle sue opere dove, secondo la tradizione iconografica, la prospettiva è capovolta affinché l'osservatore si trovi ad essere testimone e partecipe dei misteri cristiani ivi rappresentati che nel qui ed oggi della nostra vita intendono realizzarsi facendoci partecipi della beatitudine eterna.

## Riconoscimenti
Ha ricevuto un dottorato honoris causa in Teologia del Matrimonio e della Famiglia dal Pontificio Istituto Giovanni Paolo II, istituto fondato nel 1981 da papa Giovanni Paolo II, con sede presso la Pontificia Università Lateranense. Durante la cerimonia, nella laudatio, José Noriega, vicepresidente dell'istituto, ha motivato il riconoscimento per i seguenti motivi: aver aperto un cammino di fecondità per le coppie, aver aperto una via per reintrodurre nella famiglia una liturgia domestica, aver stimolato la missione della famiglia.
Il 26 giugno 2013 è stato insignito, honoris causa, della Laurea in Sacra Teologia dall'Università Cattolica "Giovanni Paolo II" di Lublino, per “aver contribuito validamente al rinnovamento della Chiesa, seguendo attentamente le indicazioni del Concilio Vaticano II, riconducendo i cristiani allontanatisi dalla comunità ecclesiale alle fonti della fede che scaturiscono dalla Bibbia e dalla liturgia; nell'aver dato inizio, insieme alla signora Carmen Hernández, ad una istituzione postbattesimale, opera estremamente preziosa per il mondo odierno, conosciuta universalmente come Cammino Neocatecumenale. Tale forma di iniziazione cristiana, arricchita dalla bellezza della nuova estetica, svolge, oggigiorno, un'opera di evangelizzazione e rievangelizzazione, in tutto il mondo; prepara le missio ad gentes; interviene attivamente affinché cristianesimo ed ebraismo si avvicinino l'uno all'altro; difende i valori della vita e della dignità umana, del matrimonio e della famiglia cristiana.”
Il 16 maggio 2015 sia Kiko Argüello che Carmen Hernández hanno ricevuto il dottorato honoris causa dalla Catholic University of America di Washington (USA), “per la loro dedizione ai poveri, che ha portato così tanti alla comunione con Cristo e la fede Cattolica, la Catholic University of America è lieta di conferire Francisco Gómez de Argüello Wirtz e María del Carmen Hernández Barreda il titolo di Dottore in Teologia, honoris causa.”

## Controversie
Il cammino neocatecumenale ha subito diverse critiche, che hanno interessato direttamente i fondatori. In particolare, sono state mosse accuse relative al settarismo del movimento, all'uso frequente di pratiche manipolatorie come l'esorcismo, alla segretezza e alla necessità, da parte di chi intraprendeva il cammino, di cieca obbedienza ad Argüello, che sarebbe libero di utilizzare i fondi versati senza controlli. I membri del Cammino in Spagna sono definiti dispregiativamente kikos, dal nome di Argüello.
Il movimento ed il suo fondatore si battono attivamente contro l'affermazione dei diritti LGBT, mobilitando a Madrid nel 2007 circa 300.000 persone per protestare contro il riconoscimento del matrimonio tra persone dello stesso sesso in Spagna. A tale proposito Argüello ha sostenuto che l'Organizzazione Mondiale della Sanità voglia diffondere l'omosessualità.
Nel 2015, nel corso del Family Day a Roma che aveva contribuito ad organizzare, ha dichiarato che i femminicidi sarebbero causati dalla "decisione delle donne di rifiutare i loro uomini" (tuttavia, nei commenti del video che lo incrimina è stato difeso, in quanto Kiko non era molto fluente con l'italiano e soprattutto, ritagliando il punto in quel modo, il discorso sarebbe stato deliberatamente decontestualizzato).

## Discografia
- 1992 - Maria, piccola Maria (Edizioni Paoline)
- 2010 - Paloma Incorrupta. María, pequeña María di Kiko Argüello (Colomba incorrotta. Maria, piccola Maria) (Edizioni Paoline)

## Opere
- Kiko Argüello, Il Kerigma. Nelle baracche con i poveri, Edizioni San Paolo, 2013, ISBN 978-88-215-7794-9
- Kiko Argüello, Annotazioni 1988-2014, Cantagalli Editore, 2016, ISBN 978-88-687-9433-0